# Каратаи
Карата́и (мокш. каратайхть, самоназвание тат. мукшы, керәшен) — этнографическая группа мокшан в Татарстане, разговаривают на каратайском говоре западного (мишарского) диалекта татарского языка.

## Расселение
В настоящее время численность народа в местах компактного проживания — около 100 человек. Живут в Камско-Устьинском районе, в деревнях Мордовский Каратай (55°06′44″ с. ш. 49°04′28″ в. д.), Заовражный Каратай (55°10′37″ с. ш. 49°14′55″ в. д.) и вместе с татарами в деревне Балтачево и в поселке Куйбышевский Затон, ранее также проживали в деревнях Шершалан (55°09′00″ с. ш. 48°55′37″ в. д.) и Малое Менситово того же района, а в селе Ташкирмень Лаишевского района полностью утратили мордовское самосознание, и считают себя татарами-кряшенами.

## История
Каратаи являются не отдельным мордовским племенем, а локальной группой мокшан, подвергшейся сильному татарскому влиянию: они восприняли татарский язык и некоторое элементы культуры татар, сохранив, однако, своё этническое, мокшанское, самосознание. Окружающие их татары относят их к мокшанам, называя их мукшы, мукшылар (производные от «мокша»), сами себя они также считают мокшей, двуязычие сохранялось у них вплоть до XVII века.
В наши дни в культурном отношении каратаи всё более сближаются с русскими, подвергаясь русификации, — этому способствует многовековое заимствование русской культуры каратаями, русское дошкольное, школьное и высшее образование, которое каратаи получают в русских школах и университетах (свои школы и университеты у каратаев никогда не существовали), смешанные браки. Но по данным посемейного обследования, проведенного в деревне Мордовский Каратай экспедицией под руководством Н. Ф. Мокшина в 1976 году, каратайско-русские семьи составляли всего 6,7 % всех семей, а каратайско-татарские — 2,2 %.
В 1958 году численность каратаев в указанных селениях достигала 1000 человек, к 1976 году она снизилась до трёхсот. Снижение обусловлено миграцией в города, так и затоплением всех деревень, где жили каратаи, водами Куйбышевского водохранилища в 1950-х годах.